# غلوكوزا
ناتاليا إيليتشنا يونوفا (الروسية: Наталья Ильинична Ионова ؛ من مواليد 7 يونيو 1986) مغنية روسية معروفة فنياً باسم غلوكوزا .

## روابط خارجية
- غلوكوزا على موقع IMDb (الإنجليزية)
- غلوكوزا على موقع ميوزك برينز (الإنجليزية)
- غلوكوزا على موقع ميوزك برينز (الإنجليزية)
- غلوكوزا على موقع أول ميوزيك (الإنجليزية)
- غلوكوزا على موقع ديسكوغز (الإنجليزية)
- غلوكوزا على موقع قاعدة بيانات الفيلم (الإنجليزية)
- غلوكوزا على موقع كينوبويسك (الروسية)

- Glukoza's Official Site (بالروسية)
- Glukoza's lyrics and English translations
- Natalya Ionova في قاعدة بيانات الأفلام على الإنترنت